# Eitaro Matsuda
Eitaro Matsuda (松田 詠太郎 Matsuda Eitarō?, Kamakura, Kanagawa, 5 de mayo de 2001) es un futbolista japonés que juega como mediocampista en el Sagan Tosu de la J2 League de Japón.

## Clubes
| Club                      | País  | Año           |
| ------------------------- | ----- | ------------- |
| Yokohama F. Marinos       | Japón | 2020-presente |
| S. C. Sagamihara (cedido) | Japón | 2020          |
| Omiya Ardija (cedido)     | Japón | 2021          |
| Albirex Niigata (cedido)  | Japón | 2022-2024     |
| Sagan Tosu (cedido)       | Japón | 2025-         |